# Deleornis
A Deleornis a madarak osztályának a verébalakúak (Passeriformes) rendjébe, ezen belül a nektármadárfélék (Nectariniidae) családjába tartozó nem.
Egyes rendszerezések az Anthreptes nembe sorolják az ide tartozó fajokat.

## Rendszerezés
A nembe az alábbi 2 faj tartozik:
- sisakos nektármadár (Deleornis fraseri vagy Anthreptes fraseri)
- szürkefejű nektármadár (Deleornis axillaris vagy Anthreptes axillaris)